# فرودگاه شهری مدینا
فرودگاه شهری مدینا (به انگلیسی: Medina Municipal Airport) یک فرودگاه همگانی بهره‌برداری هوایی است که یک باند فرود آسفالت دارد و طول باند آن ۸۷۴ متر است. این فرودگاه در شهر مدینا، اوهایو کشور ایالات متحده آمریکا قرار دارد و در ارتفاع ۳۶۳ متری از سطح دریا واقع شده‌است.